# Bom Jesus do Congonhas
Svetište Dobrog Isusa od Congonhasa (pt. Santuário do Bom Jesus de Matosinhos) je katoličko svetište u gradu Congonhasu, južno od Belo Horizontea, iz 18. stoljeća. Sastoji se od crkve s izvanrednim rokoko interijerom talijanskog stila s vanjskim stubištem uokvireno skulpturama proroka i sedam kapela koje vode do njega, a koje predstavljaju Križne postaje. U njima se nalaze višebojne skulpture kipara Aleijadinha koje se smatraju za originalna, potresna i ekspresivna djela baroknog kiparstva
Ono je 1985. godine upisano na UNESCO-ov popis mjesta svjetske baštine u Amerikama kao "jedno od najljepših kompleksa na svijetu s prijelaza iz barok u rokoko.

## Povijest
U 18. stoljeću Minas Gerais je cvao zbog zlatne groznice, te je već 1712. godine imao više od 30.000 rudarskih poduzetnika. Njih su slijedili brojni umjetnici koji su uglavnom radili na ukrašavanju vjerskih objekata u baroknom stilu s utjecajima rokokoa, tzv. "rudarski barok".
U mjestu Congonhas de Campo, portualski emigrant Feliciano Mendes, koji se čudesno izliječio, zaželio se zahvaliti izgradnjom zapanjujućeg vjerskog kompleksa. Smješteno u raskošnom krajoliku brazilskih visoravni, svetište Dobrog Isusa je sagrađeno 1772. godine na brdu Morro do Maranhão. Inspirirano je sličnim svetištima u Portualu, Bom Jesus do Motosinhos kod Oporta i Bom Jesus de Braga, ali je imalo mnoge originalne odlike. Svetište je završeno za nepunih 60 godina i na njemu su radili najpoznatiji brazilski umjetnici i obrtnici svog doba.

## Odlike
Crkva je jednostavnog oblika, u tradiciji drugih vjerskih objekata Minas Geraisa, ali joj je unutrašnjost raskošna u rokoko stilu, ukrašena nakon smrti osnivača. Izveli su je arhitekt Francisco Lima Cerqueira i graditelji Domingos Antonio Dantas i Antonio Rodrigues Falcado. Cerqueria je svojim inovacijama snažno utjecao na kolonijalnu arhitekturu da ga zovu osnivačem zasebnog stila. Tlocrt zgrade je jednobrodna široka građevina usmjerena prema oltaru i s dva visoka zvonika koja s prednjim pročeljem tvore jedinstvenu liniju. Ona su nadsvođena kupolama poput one iznad oltara, ali manjima. Pročelje je jednostavno i kvadratično, te otvoreno portalom s ukrašenim nadvratnicima poput onima iznad prozora, dok je zabat originalnog vijugavog oblika. Crkva je obložena bijelim gipsom, dok su ukrasi od sive krede, identične onoj na ogradi stubišta, reljefima portala, kutovima tornjeva i konzoli koja dijeli dva kata. Unutrašnjost je potpuno prekrivena raskošnim kamenim rezbarijama s mnoštvom likova i rokoko slikama.
Predvorje sa skulpturama proroka, koje su nastale od 1770. – 1805. god., su su djelo kipara Aleijadinha koji je izveo i skulpture u malenim Kapelama Križnog puta (1796. – 1800.). U ovim višebojnim skupinama figura scenografske dramatične snage i patetičnog karaktera, kršćanska je umjentost latinske amerike dosegla vrhunac. Tako je ovaj kompleks, skoro u potpunosti djelo brazilskih umjetnika, djelo nove estetike koja je, iako iznikla iz baroka, nepoznata Europi.
- Prilaz crkvi
- Proroci na stubištu
- Jedna od kapela Križnog puta
- Aleijadinhov Krist
- Aleijadinhov anđeo

## Poveznice
- Sacri Monti (Italija)
- Kalvarija Zebrzydowska (Poljska)
- Atotonilco svetište (Meksiko)
- Bom Jesus do Monte